# ТЕС Ларбаа
ТЕС Ларбаа — теплова електростанція на півночі Алжиру, розташована у вілаєті Бліда в гірському хребті Тель-Атлас за 20 км на південь від столиці країни міста Алжир.
Замовлена у 2007-му та введена в експлуатацію у 2010-му, ТЕС Ларбаа стала продовженням серії газотурбінних та парогазових станцій, спорудження яких активізувалось у 2000-х роках для подолання енергодефіциту, що охопив Алжир .
Основне обладнання станції становлять чотири газові турбіни італійської компанії Ansaldo типу AE94.2 потужністю по 125 МВт, встановлені у режимі відкритого циклу.
Як паливо використовують природний газ, що надходить по системі Мерад/Хосейнія – Алжир.